# Jan Dudziak
Jan Alfred Dudziak (ur. 23 czerwca 1930 w Jabłoniu, zm. 10 lipca 2005) – polski polityk i technolog, poseł na Sejm X kadencji (1989–1991).

## Życiorys
Z zawodu technolog. W 1952 ukończył liceum przemysłu cementowego. Podjął pracę w Przedsiębiorstwie Robót Inżynieryjnych Przemysłu Węglowego w Katowicach. Od 1952 zajmował stanowiska kierownicze w państwowych przedsiębiorstwach przemysłowych. W 1976 został dyrektorem naczelnym Przedsiębiorstwa Papierniczo-Poligraficznego „Prodryn” w Będzinie, a w 1982 przewodniczącym Rady Zrzeszenia Przedsiębiorstw Produkcji Rynkowej „Prodryn” w Katowicach.
W 1953 wstąpił do Polskiej Zjednoczonej Partii Robotniczej, w 1986 został wiceprzewodniczącym wojewódzkiej komisji kontrolno-rewizyjnej w Katowicach. W 1989 uzyskał mandat posła na Sejm kontraktowy z okręgu sosnowieckiego. Na koniec kadencji należał do Parlamentarnego Klubu Lewicy Demokratycznej. Zasiadał w Komisji Systemu Gospodarczego i Polityki Przemysłowej oraz w Komisji Systemu Gospodarczego, Przemysłu i Budownictwa.
Pochowany w Będzinie.

## Odznaczenia
- Order Sztandaru Pracy II klasy (1986)
- Krzyż Kawalerski Orderu Odrodzenia Polski (1980)
- Złoty Krzyż Zasługi (1975)
- Medal 40-lecia Polski Ludowej (1984)
- Medal 30-lecia Polski Ludowej (1974)[2]